# Alemanes étnicos

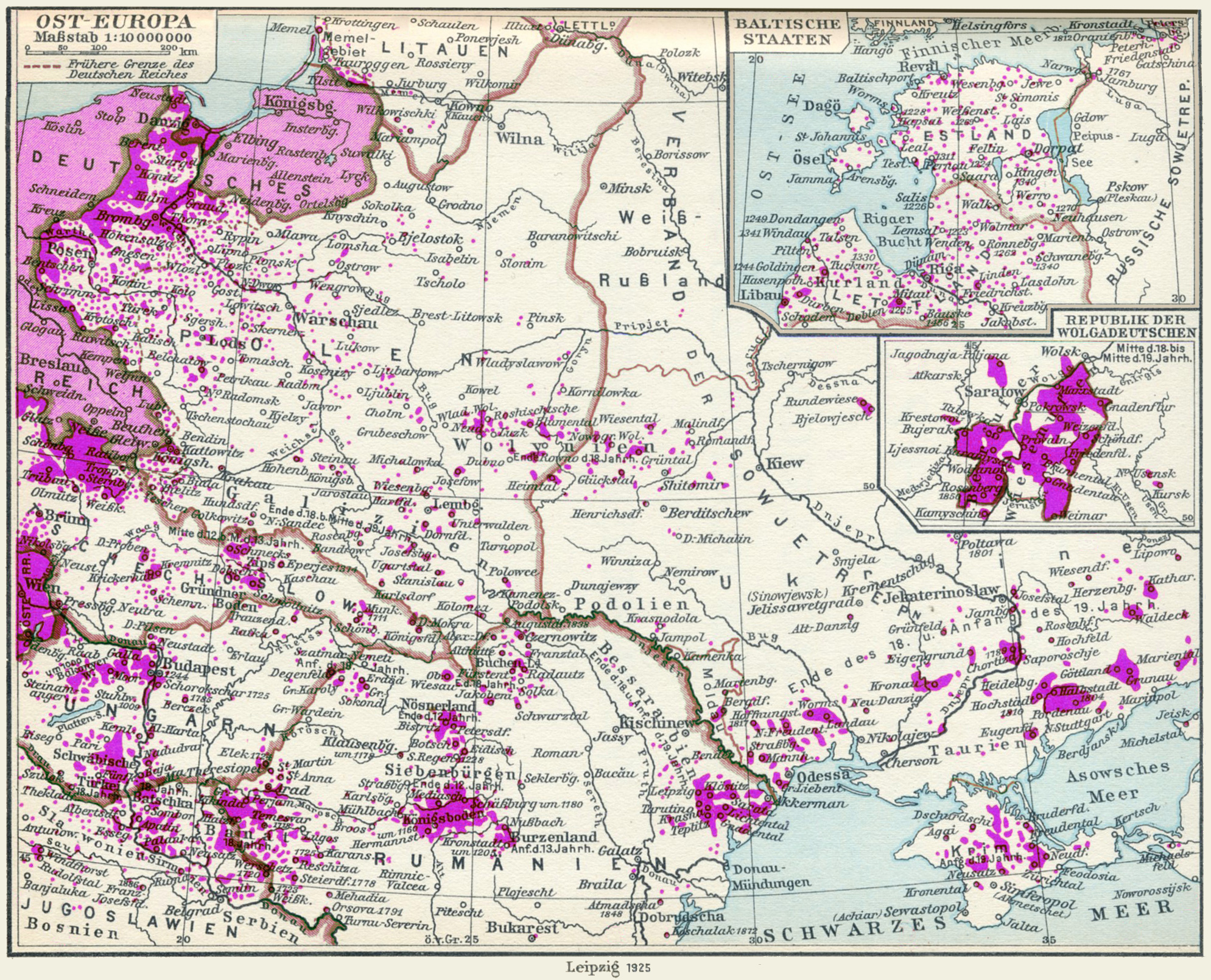
Alemanes étnicos de Europa central y oriental en la mitad del.

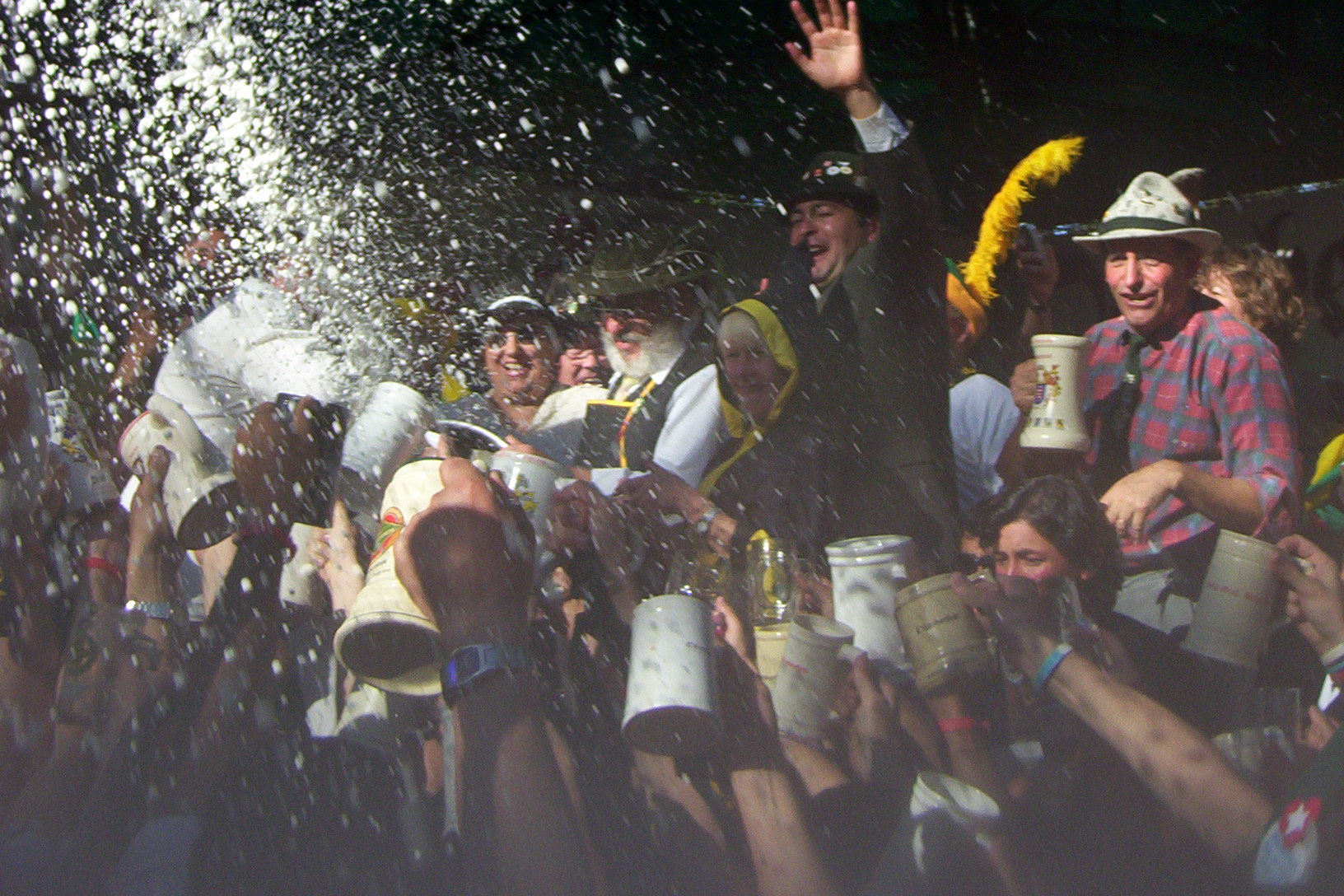
Germano argentinos celebrando el Oktoberfest en Villa General Belgrano.

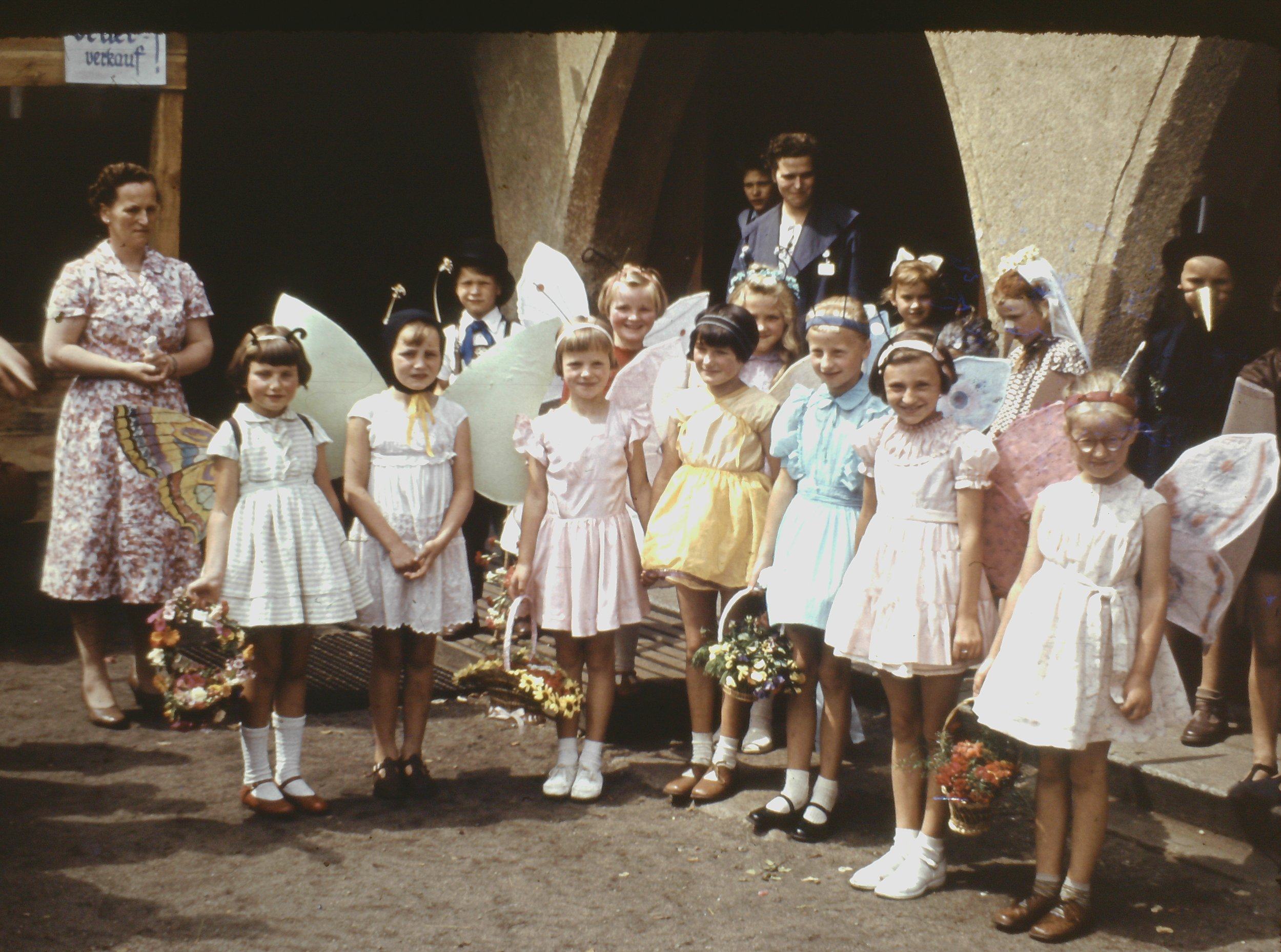
Festival escolar Lessingschule, Großpostwitz, 1959

Los alemanes étnicos (en alemán: Deutschstämmige, pronunciado /ˈdɔɪ̯t͡ʃˌʃtɛmɪɡə/ (escucharⓘ), históricamente también llamados Volksdeutsche) —a menudo simplemente alemanes— son aquellos considerados, por ellos mismos o por el resto, étnicamente alemanes pero que no viven en la República Federal de Alemania, ni necesariamente tienen su ciudadanía. En el uso español, así como en inglés, este término puede ser utilizado para los descendientes de emigrantes alemanes asimilados. La práctica tradicional ha sido referir a los alemanes étnicos de un determinado país combinando el nombre del país o la región (o su adjetivo) con «alemanes» o «germanos»; por ejemplo «germanobrasileños» o «brasileños alemanes» es usado para referir a los alemanes étnicos que viven en Brasil. En el pasado, esta práctica se modificó al referirse a países que ya no existían (alemanes de Hungría) o a regiones que trascendieron fronteras nacionales (ej.: «alemanes del mar Negro»).
Actualmente, la nueva modalidad tiende a enfatizar la condición de ciudadanos del nuevo país, utilizando la palabra «alemanes» o «germanos» como adjetivo y no como sustantivo. Por ejemplo, los German Americans («germanoestadounidenses» o «estadounidenses alemanes») no suelen llamarse «alemanes de Estados Unidos», pues la palabra «alemanes» solo actúa como adjetivo de estadounidenses. Del mismo modo, los germanosuizos o suizos alemanes no deben ser denominados como «alemanes de Suiza», ya que no son alemanes en su sentido estricto (a pesar de ser germanos y haber formado parte del primer imperio germánico hasta 1648). El término alemán de Suiza solo se utiliza en referencia al dialecto suizo del idioma alemán, en donde la palabra «alemán» funciona como sustantivo. En el pasado, algunos grupos de alemanes étnicos prefirieron llamarse de esta manera puesto que enfatizaba que eran miembros asimilados de su nuevo país, como los alsacianos alemanes y los germanobálticos que también se llamaban de esta manera a pesar de ser conocidos como «alemanes de Alsacia» y «alemanes del Báltico».
El concepto de identidad étnica suele contemplar un grupo de características comunes, o al menos alguna de ellas. Desde este punto de vista, existen actualmente ciudadanos alemanes que no necesariamente son alemanes étnicos (especialmente aquellos llegados a Alemania como resultado de la inmigración de grupos no afines a la nación) y ciudadanos de otros países que sí lo son a pesar de poseer una ciudadanía diferente. Como la condición de pertenecer a una etnia determinada tiene carácter de extraterritorialidad, es decir, trasciende las fronteras, existen determinados grupos, como los germanobrasileños o los germanoargentinos, que son considerados étnicamente alemanes en forma independiente a la cantidad de generaciones que lleven fuera de Alemania. Los alemanes del Volga o los sajones de Transilvania constituyen otros ejemplos de alemanes étnicos que han vivido por varias generaciones fuera de las fronteras de Alemania, y son considerados alemanes no solo por ius sanguinis («derecho de sangre»), sino también por el resto de sus aspectos antropológicos, sociológicos y por una condición de psicología social, es decir, la conciencia de pertenecer a una etnia determinada y no a otra. En la actualidad, ser un alemán étnico está relacionado con todas o alguna de las siguientes características:
- Tener una conexión con la cultura alemana.
- Hablar el idioma alemán.
- Tener ancestros nacidos en Alemania o en regiones consideradas alemanas, o pobladas por alemanes.

El concepto de quién es un alemán étnico ha ido cambiando a lo largo de la historia. Por ejemplo, y en contraste con los suizos germanos, quienes ya habían desarrollado una identidad nacional mucho antes de la idea de una Alemania, la mayoría de los austríacos se consideraban alemanes (étnicos) hasta la mitad del siglo XX. Los primeros intentos de crear una conciencia de «nación austríaca» tuvieron lugar durante las guerras napoleónicas (en cuyo momento la identidad austríaca incluía asimismo a sectores del Imperio austríaco que no eran germanohablantes) y también en la década de 1930, pero fueron totalmente ineficaces, ya que los austríacos se consideraban alemanes. Después de la Segunda Guerra Mundial, y especialmente a partir de la anulación forzosa de su unidad con Alemania, determinadas fuentes sostienen que algunos austríacos comenzaron a verse como una incipiente nación diferente.

## Distribución
| Distribución actual | Alemán como lengua materna hoy |
| ------------------- | ------------------------------ |
|                     |                                |

Los alemanes étnicos constituyen un importante grupo minoritario en muchos países. (Ver alemanes e idioma alemán para información más cabal sobre los lugares en donde los alemanes mantienen la cultura alemana y tienen mayor reconocimiento oficial). Las siguientes secciones detallan en forma escueta la distribución histórica y presente de los alemanes étnicos por región, aunque en general se excluyen a quienes viven actualmente en el extranjero, presentes en Estados Unidos, Escandinavia y también en las grandes ciudades del mundo.

### América Anglosajona

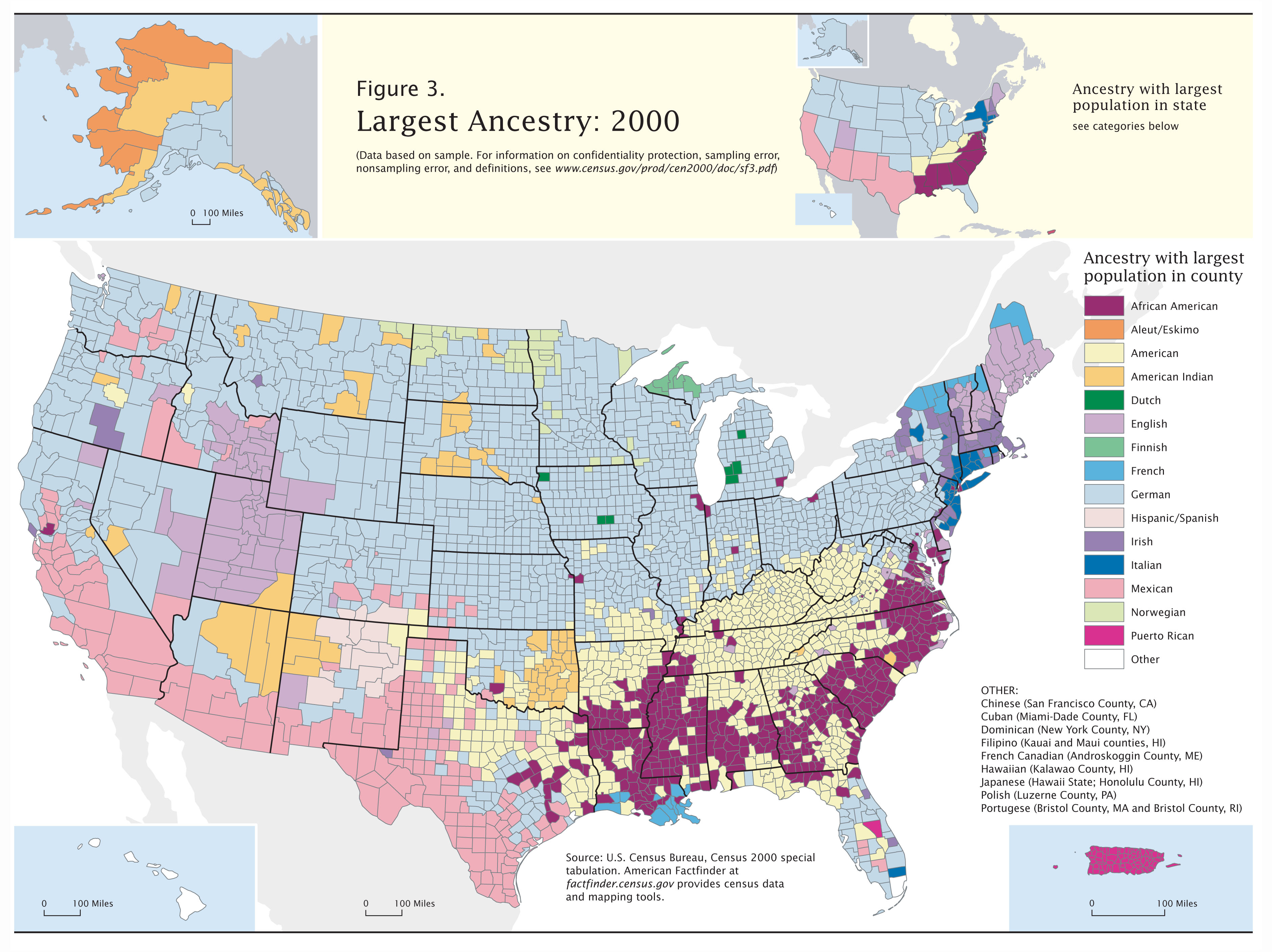
Distribución étnica de los Estados Unidos de acuerdo al censo del 2000: áreas pobladas por mayoría descendiente de alemanes coloreadas en azul celeste.

- Estados Unidos: Son más de 60 millones los estadounidenses descendientes de alemanes, quienes constituyen de esta manera el grupo étnico más grande de los Estados Unidos. De ellos, 23 millones descienden únicamente de alemanes y 40 millones son parcialmente descendientes de alemanes. De aquellos que descienden de alemanes de manera parcial, 22 millones identifican a los alemanes como sus ancestros principales. Los "Germano-estadounidenses" han sido el mayor grupo étnico de los Estados Unidos durante casi toda su historia, incluso antes de su independencia. De acuerdo a algunas fuentes, este grupo pronto podría ser superado por los descendientes de mexicanos (legales) que viven en Estados Unidos en alrededor de 10 a 20 años, si los niveles de la presente inmigración y tasas de natalidad entre los grupos continúan igual (los descendientes directos de mexicanos viviendo en Estados Unidos ya superan a los descendientes directos de alemanes estadounidenses desde el censo del 2000). Los alemanes étnicos componen la mitad de la población de Upper Midwest.

- Canadá: 3 322 405 alemanes étnicos o el 10 % de la población.

### América Latina
Constituyen una parte considerable de la población en los siguientes países:
- Brasil: Ubicados principalmente en el sur de país, unos 5 a 12 millones de brasileños (2,5 % a 5,7 %),[4][5][6] serían descendientes de los 250 000 alemanes que emigraron al Brasil.[7] Tres millones hablan alemán,[8] los dialectos Hunsrückisch y Plattdeutsch son los más importantes. Ejemplos notables de germanobrasileños son el ex-dictador Ernesto Geisel, el político Jorge Bornhausen, la actriz Vera Fischer, Cacilda Becker, las modelos top Gisele Bündchen, Ana Hickmann, Letícia Birkheuer y Rodrigo Hilbert, músicos como Andreas Kisser y Astrud Gilberto, el arquitecto Oscar Niemeyer, el arquitecto paisajista Roberto Burle Marx, el físico y astrónomo Marcelo Gleiser, el físico Adolfo Lutz, el jugador de baloncesto Oscar Schmidt, el jugador de tenis Gustavo Kuerten, el nadador Fernando Scherer, los cardenales Aloísio Lorscheider, Cláudio Hummes y Paulo Evaristo Arns, y el reconocido navegante Robert Scheidt entre varios otros.

- Argentina: Se estima que más del 7 % de los argentinos tiene ascendencia germana, con gran predominancia de descendientes de alemanes del Volga (que en los registros suelen figurar como "rusos" debido a que ingresaban con documentos de Rusia). Hay más de 2,5 millones de descendientes de alemanes del Volga en Argentina (esta cifra no incluye a descendientes parciales ni a los descendientes de otras comunidades alemanas en el país) y un millón de descendientes de alemanes llegados de Alemania.[9][10][11][12][13][14] También hay más de 400 000 descendientes de otras comunidades germanas, como los menonitas, austríacos y suizos germanos, y el resto proveniente de las comunidades de alemanes de otros países, como los alemanes del Mar Negro, los del Danubio y los del Báltico. Algunos ejemplos de germanoargentinos son la ex modelo filántropa y humanitaria Natty Hollmann —elegida “Mujer Internacional del Año” en 2006 por el concejo regional de Aosta, Italia, por su labor humanitaria, nominada al Premio Nobel de la Paz 2009—, el cantautor, escritor y director de teatro Pipo Pescador, la modelo top Nicole Neumann, el Dr. Alejandro Guinder —uno de los fundadores del Festival de Cosquín—, el jugador de baloncesto Walter Herrmann, los futbolistas Gabriel Heinze y Juan Eduardo Esnáider, el cantante Sergio Denis o el político y expresidente Néstor Kirchner.

- Colombia: El legado alemán en Colombia contribuyó con las creaciones de algunas de las empresas pioneras del país como lo fueron Avianca (1919) y Bavaria (1889),[15] siendo la primera la aerolínea más antigua del continente americano y segunda del mundo solo por detrás de KLM.[16][17]Ejemplos notables de Germano-Colombianos son: La actriz Aura Cristina Geithner, el actor Harry Geithner, la actriz María Helena Doering, el deportista Helmut Bellingrodt , la actriz y presentadora Yaneth Waldman, el explorador Geo von Lengerke, la actriz Sandra Eichler, el político Antonio Navarro Wolff, la política Jacquin Strouss Lucena, el empresario Leo Siegfried Kopp, la actriz Jennifer Steffens, el físico Paul Bromberg, la actriz Érika Krum, el pionero de la navegación Juan Bernardo Elbers, la presentadora y modelo Pilar Schmitt, el empresario Carlos Ardila Lülle, la política Nohra Puyana Bickenbach, el economista Rudolf Hommes, la locutora de radio Hilda Strauss, el pintor y escultor Guillermo Wiedemann, el poeta Otto de Greiff, el político Carlos Lemos Simmonds, el arquitecto Leopoldo Rother, el político Roberto Gerlein, el narcotraficante Carlos Lehder, el presentador Otto Greiffestein, así como los pioneros de la aviación colombiana Werner Kämmerer, Hellmuth von Krohn, Wilhelm Schnurbusch y Fritz W. Hammer.

- Chile: Según la Cámara de Comercio Chileno-Alemana, los descendientes de alemanes en Chile se estiman en 500 000,[18] de los cuales unos 20 000 serían además germanohablantes.[19] Se estima, además, que unos 90 000 serían descendientes de suizos de origen germano,[20] y una cantidad no determinada descendería de los cerca de 5000 austriacos que llegaron al país durante el siglo XX.[21] Buena parte de ellos llegaron al país en el proceso de colonización de la zona de Los Lagos y Los Ríos realizado a mediados del siglo XIX, concentrándose en ciudades como Valdivia, Osorno o Puerto Varas. Algunos ejemplos notables son los exministros Ena von Baer, Edgardo Boeninger, Hernan Büchi y Evelyn Matthei, el excomandante en Jefe de la Fuerza Aérea Fernando Matthei, el exdirector de Carabineros Rodolfo Stange, el empresario Horst Paulmann, el excomandante en Jefe del Ejército René Schneider, los medallistas Marlene Ahrens, Sebastián Keitel, Gert Weil, y los fundadores de partidos políticos José Antonio Kast y Felipe Kast, entre muchos otros.

- Paraguay: Los alemanes representarían la mayor etnia de origen europeo en este país, después de los italianos, con 290 000 personas, un 4,4 % de la población paraguaya,[22] una parte substancial de estos son menonitas.[23] Algunos ejemplos de paraguayos de ascendencia germana son: el dictador Alfredo Stroessner, el economista Juan Carlos Herken Krauer, el ex lanzador de jabalina Edgar Baumann, las modelos Egni Eckert, Mareike Baumgarten, Larissa Niebuhr, Karina Buttner, Nicole Huber, Soledad Roessner, Gabriela Wolscham, entre otros. En el país residen 10 000 ciudadanos alemanes.[24]

- Bolivia: En total, 237 000 personas descienden de alemanes.[25] A finales del siglo XX había unos 29 000 menonitas hablantes de plautdietsch (entonces 0,3 % de la población boliviana) y 160 000 descendientes de alemanes de habla alemana estándar (entonces 1,9 % de la población boliviana),[26] además en Bolivia hay 40 000 menonitas que hablan bajo alemán menonita.[27] Algunos bolivianos de origen germano son: Otto Philipp Braun, Hugo Banzer, Germán Busch, Paul Baender, Hans Ertl, Monika Ertl, Enrique Hertzog, Pato Hoffmann, Alberto Natusch, Erwin Sánchez Freking, Rubén Tufino Schwenk y Jaime Mirtenbaum Zenamon. Además muchas industrias fueron fundadas por alemanes en distintas regiones de Bolivia. Los nombres de estas industrias perduran hasta hoy, como el caso de "Dillmann", "Haas" o "Gasser" en el rubro alimenticio. En la industria del papel, "La Papelera" fundada por la familia Von Bergen. Así también la industria cervecera y la vinícola (Kohlberg, Wille). La industria farmacéutica, en el que destaca el laboratorio INTI (Schilling) y la imprenta representada por don Erich Gutentag. Cabe resaltar también que el desaparecido LAB (Lloyd Aéreo Boliviano) fue fundado por un alemán de apellido Kyllmann. En la liga del fútbol profesional el club Wilstermann rinde homenaje con su nombre a otro alemán pionero de la aviación en Bolivia. La industria de la moda, representada por Ingrid Hölters y por muchas modelos destacadas de origen alemán. Además, en Bolivia se cuentan Gymnasium's (Colegios alemanes) en varias de sus principales ciudades, destacando los de Santa Cruz y La Paz, así como la presencia del "Goethe Institut".

- México: 100 000 menonitas viven en el norte del país especialmente en el estado de Chihuahua,[28] generalmente hablan bajo alemán y una segunda lengua:[29] 22 % habla alemán, 30 % habla español, 5 % habla francés y otro 5 % habla ruso como lengua secundaria.[30] Otras estimaciones señalan un total de 15 000 a 40 000 germano-mexicanos.[31] Algunos ejemplos notables de descendientes de alemanes en México son: el político y empresario Jorge Hank Rhon, los senadores Federico Döring y José Antonio Haghenbeck Cámara, el activista político Horst Matthai Quelle, el arquitecto Max Cetto, el astrofísico Guido Münch, el etnógrafo Paul Kirchhoff, el esquiador Hubertus von Hohenlohe y Denise Maerker, entre otros.

- Ecuador: Se estima en 43 000 los descendientes de alemanes en el país.[32] Entre los descendientes destacan Otto Sonnenholzner, exvicepresidente del país; Heinz Moeller Freile, expresidente del congreso del país; los empresarios Ingo Sienknecht y Federico von Buchwald; el arquitecto Ovidio Wappenstein; las figuras televisivas Andrés Jungbluth, Úrsula Strenge y Andrés Guschmer; o las reinas de belleza Claudia Schiess y Perla Boyes Füller.

- Costa Rica: Se estiman que alrededor de 10 000 costarricenses tienen ascendencia alemana (3000 alemanes y 7000 descendientes),[33] de los cuales habitan principalmente en San José, la población alemana no superó los 100 inmigrantes entre el siglo XIX y principios del siglo XX, sin embargo, esta comunidad empezó a fortalecerse durante de la Segunda Guerra Mundial, cuando llegaron familias judías huyendo del régimen nazi alemán, y luego de esta guerra, llegaron algunos generales y soldados nazis retirados.[34] Según el censo del 2012 hecho por el INEC, en Costa Rica viven 2100 alemanes.[35]

Sin datos con exactitud:
- Guatemala: Hay 5000 personas con pasaporte alemán viviendo en Guatemala,[36] pero se desconoce el número de descendientes. Siendo la mayor comunidad de origen alemán en América Central. En el pasado emigró gran cantidad de colonos alemanes para construir fincas de café en las Verapaces, pero la mayoría fueron expulsados para 1944, al declarar Guatemala la guerra a Alemania.

- Nicaragua: Hay una colectividad alemana habitando principalmente en los departamentos de Estelí, Matagalpa, Jinotega, Managua y Nueva Segovia, quienes se les otorgó tierras de café en zonas agrarias, también otros instalaron comercios e industrias en el país. Actualmente alrededor de 1000 ciudadanos alemanes viven en Nicaragua.[37]

- Perú: No se sabe con exactitud el número de descendientes de alemanes en el Perú. La mayoría resultado de las políticas inmigracionistas impuestas durante el gobierno de Ramón Castilla[38] y también buena cantidad de germano-hablantes que llegaron al Perú durante las migraciones menonitas, concentrándose principalmente en la selva central y la capital, así como en las grandes provincias como Arequipa, Chiclayo, Trujillo y Huancayo. Algunos peruanos destacados de ascendencia alemana son el exvicepresidente Fernando Schwalb López-Aldana, el excanciller Gonzalo Gutiérrez Reinel, el antropólogo Jaime de Althaus, el exministro de Ambiente Antonio Brack, la congresista Martha Hildebrandt, el historiador Federico Kauffmann, el actor y cantautor Christian Meier, el publicista Gonzalo Cooper, el secretario general del APRA y congresista Mauricio Mulder, el excanciller Allan Wagner, el excomandante del Ejército Edwin Donayre Gotzch, el medallista olímpico Alfredo Deza Fuller, Klaus Hönninger Mitrani, el empresario Efraín Goldenberg, el historiador José de la Puente Brunke, la modelo Olenka Zimmermann, la ex Miss Universo y primera latina en ganar este certamen Gladys Zender, así como la ex Miss Mundo Madeline Hartog-Bel Houghton, el político Pedro Koechlin, entre otros.

- Venezuela: Aunque el primer intento de colonización alemana en Venezuela (Klein Venedig o Welserland) se dio entre los años 1528 a 1556, los primeros establecimientos fueron Cuara y El Tocuyo. Hoy día, la mayoría de los alemanes étnicos en Venezuela se establecieron en la Colonia Tovar, ubicada en el Municipio Tovar del Estado Aragua. Posteriormente El Jarillo; luego Colonia agrícola de Turén donde existen muchos hacendados de origen teutón, y el intento fallido entre Monagas y Anzoátegui. Algunos germano-venezolanos famosos son Gabriela Isler (Miss Venezuela 2012 y Miss Universo 2013), Federico Blume, Carlos Brandt, Adolfo Ernst y Daniel Dhers.

### Europa Occidental y las naciones alpinas

#### Alemania
En el país los alemanes étnicos, es decir de origen germánico, son 64,5 millones (80 %), aunque la población total del país es de 81 millones; esto se debe a que Alemania es el país con más inmigrantes de Europa, siendo el turco la mayor etnia de origen foráneo.

### Austria
La mayoría de los austríacos se consideraban a sí mismos alemanes hasta después de la Segunda Guerra Mundial. La razón es que el estado austríaco no nació como nación, sino que se creó por orden de terceros países (contra la propia voluntad de los habitantes de la actual Austria), siendo sólo una parte desmembrada de un imperio multiétnico, el imperio austrohúngaro, el cual tenía una extensa población de alemanes étnicos. Así, después de la I Guerra Mundial, cuando el imperio austrohúngaro se desmembró, rápidamente la recién formada República de Austria Alemana pidió su anexión a Alemania, con el fin de crear un solo estado nación. Sin embargo, el Tratado de Versailles (28 de junio de 1919) y el Tratado de Saint-Germain (10 de septiembre de 1919) se lo prohibieron, forzando a toda la población alemana a quedar separada: los alemanes de los Sudetes a convertirse en ciudadanos de Checoslovaquia, los del lado austríaco a formar un país aparte, y a su vez Austria fue despojada de Tirol del Sur, obligando a esos otros alemanes étnicos a ser parte de Italia. Los países vencedores de la Primera Guerra Mundial incluso prohibieron el término "Austria alemana" (Deutschösterreich) con que denominaron a su tierra en un principio, como así también "Bohemia alemana", "Moravia alemana" y "Silesia alemana", ya que esas tierras, aunque habitadas desde hacía siglos por alemanes, les fueron adjudicadas a Checoslovaquia con toda su población alemana. Así, de 1918 a 1938, más de 9 millones de alemanes étnicos quedaron forzosamente viviendo fuera, como en el lado checo (3 millones), y otros tantos del lado austríaco, además de los que quedaron del lado italiano. Los grandes sufrimientos infligidos por estas políticas que desmembraron por la fuerza a una nación que deseaba permanecer unida inducirían el clima propicio para los emergentes políticos.
Para su unión con Alemania, Austria debería esperar hasta el 12 de marzo de 1938 -día en que se produjo la anexión o Anschluss-, los alemanes de los Sudetes deberían esperar hasta los Acuerdos de Múnich del 30 de septiembre de 1938 -cuando finalmente los jefes de gobierno de Reino Unido, Francia e Italia firmaron que reconocían que los Sudetes eran alemanes-, y el año siguiente Alemania firmó un convenio con Italia para que permitiera que los alemanes étnicos que vivían en Tirol del Sur pudieran emigrar a Alemania (en el marco del programa alemán Heim ins Reich o "De vuelta a casa"), lo que al fin cerraría el círculo del estado nación para la población alemana. Sin embargo, tras la Segunda Guerra Mundial, todas estas tierras fueron nuevamente desmembradas por la fuerza por los países vencedores.
En las décadas siguientes, y en especial tras las durísimas sanciones y reparaciones impuestas a Alemania tras la guerra, determinadas fuentes sostienen que algunos austríacos comenzaron a verse como una incipiente nación diferente. Aun así, la población de Austria continúa siendo de ascendencia mayoritariamente germana, con minorías eslavas. El alemán estándar es el idioma oficial, mientras que el dialecto austríaco es muy similar al bávaro.  

### Suiza
En Suiza, los suizos germanos constituyen la mayor parte de la población. Formalmente escriben en alemán estándar, aunque han desarrollado una identidad nacional separada como resultado de su larga historia independiente. 
El Alemán de Suiza es —en cierto grado— comprensible para los hablantes de otros dialectos alemánicos, aunque en general no es comprendido por los hablantes de alemán estándar. En Austria y Liechtenstein —ambos países con mayoría de germanófonos— la situación es menos extrema.

#### Italia

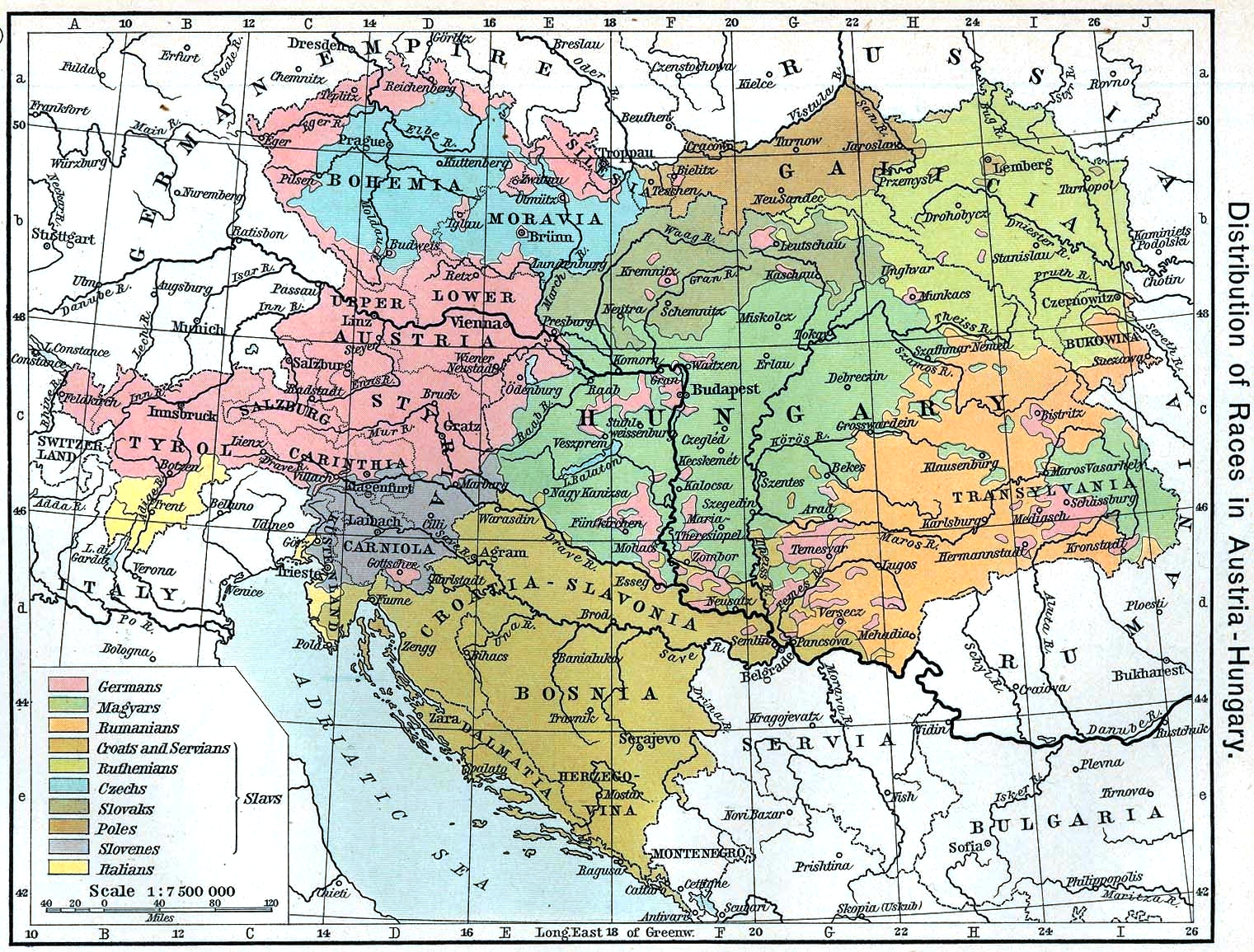
Mapa del Imperio austrohúngaro en 1911, mostrando áreas habitadas por alemanes étnicos en rosado, principalmente alemanes de los Sudetes (Sudetendeutsche), suabos del Danubio (Donauschwaben) y los sajones de Transilvania (Siebenbürger Sachsen o Siebenbürgensachsen).

En Italia existen dos grupos principales, uno de ellos con 300 000 alemanes étnicos en la Provincia autónoma de Bolzano, antiguamente parte del Tirol (antes de la disolución del Imperio Austrohúngaro de 1919). Sus dialectos son básicamente extensiones del alemán bávaro.
Del mismo modo, existen también grupos de alemanes más pequeños que arribaron al país en épocas antiguas y cuyos dialectos mantienen muchos rasgos arcaicos: cimbrios (Zimbern), mochenos y algunos grupos Walser. Los cimbrios son relativamente pocos en número, concentrados en varias comunidades en los Alpes Cárnicos, norte de Verona y especialmente en el valle de Valsugana en la meseta alta del noreste de Vicenza, en la región de Véneto. Los Walser, originarios del Cantón del Valais, viven en las provincias de Valle de Aosta, Vercelli y en la Provincia de Verbano-Cusio-Ossola. Los mochenos viven en el Valle del Fersina (en italiano, Valle dei Mocheni).

#### Francia

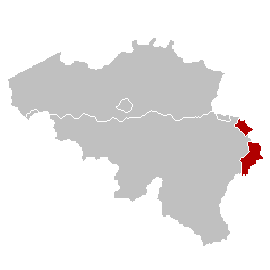
Área de habla alemana en Bélgica.

En Francia, las regiones de Alsacia y Lorena y algunas ciudades, como Estrasburgo (con señalización bilingüe) y Thionville ("Diedenhofen" en alemán y luxemburgués), fueron originalmente tierra de germanohablantes, pero como consecuencia de las transferencias territoriales por la pérdida de las guerras y la importancia dada al idioma oficial, la asimilación ha diezmado al dialecto alsaciano. La población de habla alemana está estimada en 1 500 000 más 40 000 luxemburgueses étnicos.

#### Los Países Bajos

##### Bélgica
En Bélgica también hay una minoría alemana que compone la mayor parte (75 000) de la población de Eupen.

##### Luxemburgo
A pesar de que el luxemburgués está íntimamente relacionado con el idioma alemán, actualmente los luxemburgueses en su mayoría no se consideran alemanes.

##### Reino de los Países Bajos
En los Países Bajos hay 380 000 alemanes solo a lo largo de la frontera germano-neerlandesa, cantidad similar a los neerlandeses que viven del lado alemán.  En 2021, unos 110 000 inmigrantes alemanes vivían en los Países Bajos.

#### Dinamarca
En Dinamarca, en la parte de Schleswig que actualmente comprende el distrito de Jutlandia Meridional viven 20 000 alemanes. La mayoría de ellos habla alemán estándar y juto del sur. Una minoría habla el dialecto Schleswigsch del bajo sajón.

#### Reino Unido
En el Reino Unido hay una comunidad germanobritánica de alrededor de 100 000 personas, principalmente descendientes de inmigrantes del siglo XIX, refugiados y prisioneros de la Segunda Guerra Mundial y trabajadores alemanes de la era de la Unión Europea. La gran mayoría se ha asentado en Londres y sudeste del Reino Unido, particularmente en Richmond (sudoeste de Londres) y Oxfordshire. Uno de los casos más famosos es la Familia Real Británica, que desciende de monarcas alemanes.

### Centro y este de Europa y antigua Unión Soviética

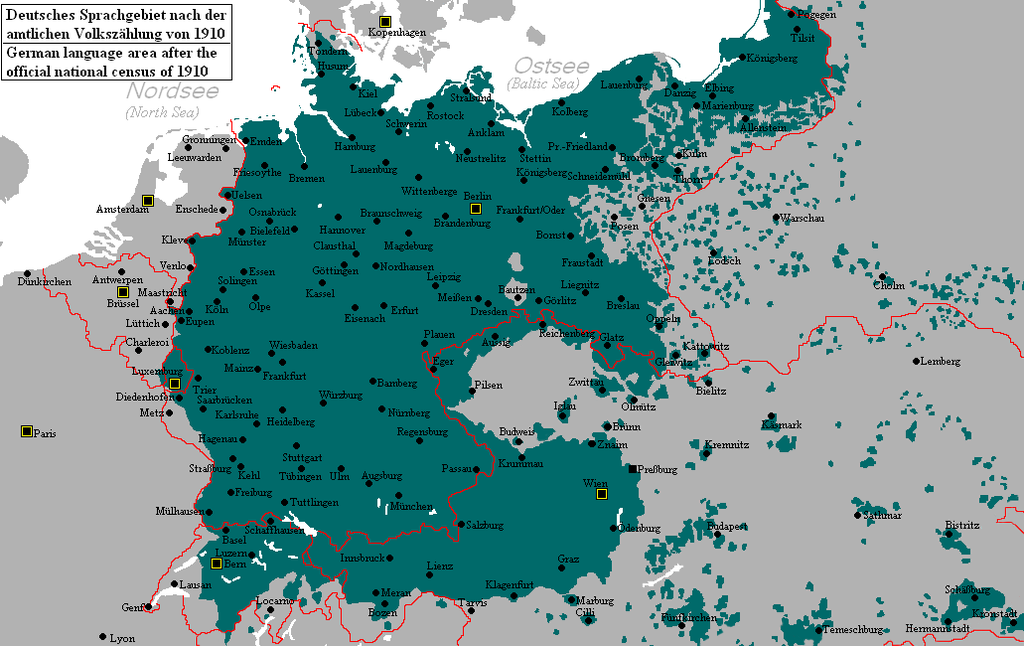
Territorios históricos de habla alemana hacia 1910-11.

Históricamente hubo grandes poblaciones de alemanes étnicos concentradas en una extensa área que iba desde el centro al este de Europa (véase Ostsiedlung). En alemán, estas poblaciones son referidas como Volksdeutsche. Sus ancestros habían emigrado desde tierras alemanas a diferentes reinos del este en respuesta a las esmeradas invitaciones a poblar que les hicieran los respectivos monarcas de esos reinos receptores, en donde les prometían cierta autonomía. Básicamente, la posibilidad de continuar siendo alemanes utilizando su propio idioma alemán, costumbres, culto, etc., aunque se trasladaran a las tierras ofrecidas.
En el caso del Imperio ruso, no obstante, entre finales del siglo XIX y comienzos del XX, ciertas condiciones que habían sido prometidas en el manifiesto emitido en 1763 por la zarina Catalina II "la Grande" de Rusia (el cual había invitado a alemanes a poblar), fueron suspendidas por un nuevo gobierno en Rusia. Comenzó, entre otras cosas, cierta pérdida de la autonomía de la que gozaban los alemanes, quienes empezaron a sufrir la presión de las nuevas políticas de rusificación aplicadas por el gobierno ruso (cambio de los nombres alemanes de sus aldeas por nombres en ruso, entrada en vigencia del servicio militar obligatorio, etc.). Esto hizo que algunos contingentes de alemanes decidieran enviar emisarios a determinados países de las Américas (Canadá, Estados Unidos, Brasil y Argentina) para evaluarlos como destinos potenciales y, tras el acuerdo de nuevas condiciones con dichos estados, emigraron a ellos de manera organizada, donde fundaron diversas aldeas (por ejemplo, los alemanes del Volga y los alemanes del mar Negro). Sin embargo, muchos alemanes se quedaron en Rusia esperanzados en que las condiciones mejorarían, y a ellos les esperaba lo peor.
Los años previos a la revolución rusa de 1917 no fueron años de paz, sino que esa revolución fue precedida por otras, como la de 1905, y un clima general de convulsión y odio, en la que los alemanes de Rusia y otros agricultores fueron víctimas de saqueos y agresiones de todo tipo. Más tarde, todas sus posesiones les fueron confiscadas y, durante la dictadura de Stalin, todos los alemanes étnicos de Rusia fueron deportados a campos de concentración gulags de trabajos forzados ubicados en Siberia y otros lugares de Asia Central, lo que provocó un genocidio. No obstante los crímenes cometidos, Rusia nunca indemnizó a los sobrevivientes, ni ha rendido cuentas a nivel internacional de ningún tipo.
En tanto, después de la Segunda Guerra Mundial, también la población de alemanes étnicos de Europa Oriental que vivía fuera de la Unión soviética, descendió dramáticamente, dado que toda esa población civil alemana comenzó a ser perseguida solo por su etnia, lo que rápidamente culminó en la confiscaciones de todos sus bienes por parte de esos estados, matanzas, violaciones y la expulsión definitiva de sus tierras y de dichos países entre 1945 y 1950. Aunque dichas acciones constituyeron tanto crímenes de guerra como crímenes de lesa humanidad, sus sobrevivientes, todos civiles, tampoco fueron indemnizados jamás. 
Actualmente hay un número sustancial de alemanes étnicos o descendientes de alemanes en los países al este de Alemania y Austria, como Polonia (500 000), la República Checa (55 000), Hungría (178 000), Rumania (22 900), Ucrania (35 000), Rusia (394 000) y Kazajistán (300 000), pero estas cifras equivalen solo a menos del 10 % de los alemanes étnicos que vivían en la Europa Oriental antes de 1945.

## Grupos
Nótese que varios de estos grupos ya han emigrado a otros lugares, lo cual está descrito en su respectivo artículo. La siguiente lista solo da la región con la que eran asociados, y no incluye a los alemanes étnicos que actualmente viven en los países en donde el idioma alemán es la lengua oficial, que son:
- Alemania
- Austria
- Bélgica
- Liechtenstein
- Luxemburgo
- Suiza

Es preciso tener en cuenta que muchas denominaciones son puntuales en su correspondiente marco histórico, pero pueden necesitar de una mayor especificación si queremos ser precisos de acuerdo a las fronteras actuales. Por ejemplo:
- Ungarndeutsche o alemanes de Hungría
- Jugoslawiendeutsche o alemanes de Yugoslavia
- Rumäniendeutsche o alemanes de Rumania

Algunos de los principales grupos:
- alemanes de la República Checa, especialmente:
  - alemanes de los Sudetes
- alemanes de Eslovaquia, especialmente:
  - alemanes de los Cárpatos
- alemanes de Prusia Oriental, incluyendo:
  - alemanes de Polonia; véase también:
    - los Bambrzy polonizados

  - los de Lituania, los prusianos lituanos
- alemanes del Báltico de Letonia y Estonia, prusianos letones
- germanobritánicos del Reino Unido
- alemanes Schleswigsch, de Jutlandia Meridional, Dinamarca
- bolzanos, una mayoría en esa provincia de Italia
- Walser, originarios del Valais (en alemán Wallis) de Suiza, actual Italia
- cimbrios de Italia
- mochenos de Italia
- sajones de Transilvania de Rumania
- Landler protestantes
- Zipser
- suabos del Danubio
  - alemanes de Hungría
  - alemanes de Satu Mare
  - suabos del Banato
  - alemanes de Voivodina
- alemanes del Mar Negro
  - alemanes de Besarabia
  - alemanes de Dobruja
  - alemanes de Bucovina
- alemanes de Volinia
- alemanes de Galitzia
- alemanes del Volga
- alemanes del Cáucaso
- alemanes de Kazajistán
- alemanes de Siberia
- otros alemanes de Rusia
- alemanes del Bósforo de Turquía

En América:
- germanoestadounidenses
- germanocanadienses
- germanobrasileños
- germanoargentinos
- germanocolombianos
- germanomexicanos
- germanoperuanos
- germanochilenos
- germanopuertorriqueños
- germanovenezolanos

En África, Oceanía y Asia Oriental:
- alemanes de Namibia, Togo, Camerún y Sudáfrica
- germanoaustralianos
- alemanes de la colonia de la Bahía de Jiaozhou, China, que fundaron la cervecería más grande de China, Cervecería Tsingtao, entre otras, en el actual Qingdao